# حساب زخم‌ها
حساب زخم‌ها (به هندی: Zakhmo Ka Hisaab) فیلمی محصول سال ۱۹۹۳ و به کارگردانی تالوکدارس است. در این فیلم بازیگرانی همچون گوویندا، فرح، کیران کومار، قادرخان، آریونا ایرانی، آلوک نات ایفای نقش کرده‌اند.